# ساندرو بيتراجلاا
ساندرو بيتراجلاا (بالإيطالية: Sandro Petraglia)‏ (و. 1947  م) هو كاتب سيناريو، ومؤلف، وكاتب إيطالي، ولد في روما.

## وصلات خارجية
- ساندرو بيتراجلاا على موقع IMDb (الإنجليزية)
- ساندرو بيتراجلاا على موقع قاعدة بيانات الأفلام العربية
- ساندرو بيتراجلاا على موقع ألو سيني (الفرنسية)
- ساندرو بيتراجلاا على موقع أول موفي (الإنجليزية)
- ساندرو بيتراجلاا على موقع قاعدة بيانات الأفلام السويدية (السويدية)
- ساندرو بيتراجلاا على موقع قاعدة بيانات الفيلم (الإنجليزية)
- ساندرو بيتراجلاا على موقع كينوبويسك (الروسية)